# Ursula McConnel
Ursula Hope McConnel, née le 27 octobre 1888 près de Toogoolawah, Queensland et morte le 6 novembre 1957 à Brisbane, est une anthropologue australienne connue pour ses recherches sur le groupe aborigène des Wik-mungkan, dans la péninsule du cap York, Queensland, en Australie.

## Biographie
Née à Cressbrook, près de Toogoolawah, dans le Queensland, Ursula McConnel est le huitième enfant de James Henry McConnel et  de Mary Elizabeth Kent McConnel. Son grand-père paternel a immigré d'Angleterre et a implanté un élevage bovin, que le père d'Ursula a repris. Sa grand-mère paternelle, Mary McConnel a soutenu la fondation de l'hôpital royal pour enfants de Brisbane en 1876 et elle a publié ses mémoires. Sa tante paternelle, Mary Macleod Banks, est folkloriste, membre de la Folklore Society, mécène du Pitt Rivers Museum d'Oxford et auteur d'un livre de souvenirs Memories of pioneer days in Queensland (1931).
Ursula McConnel fait ses études secondaires au lycée de filles de Brisbane, puis à la New England Girls' School d'Armidale. Elle commence ses études universitaires au King's College de Londres (1905-1907), où elle suit les cours de Bronisław Malinowski, puis obtient en 1918 son diplôme en philosophie et psychologie à l'université du Queensland à Brisbane. Elle suit également les cours de son beau-frère, Elton Mayo, mari de sa sœur Dorothea. Elle obtient ultérieurement un master de cette même université, en 1931.
Elle commence des recherches pour un doctorat en anthropologie à l'University College de Londres, qu'elle ne poursuit pas, et rentre en Australie. Elle est chercheuse à l'université de Sydney, et travaille sous la direction d'Alfred Radcliffe-Brown, menant des travaux ethnographiques parmi les Wik-mungkan, dans la péninsule du cap York. 
Entre 1927 et 1934, Ursula McConnel participe à cinq missions scientifiques au cap York, et publie de nombreux articles ainsi qu'un livre intitulé Myths of the Munkan, principalement sur les Wik Mungkan et plus généralement, sur les Australiens autochtones du cap York. Elle obtient une bourse Rockefeller (1931-1933) qui lui permet de suivre l'enseignement d'Edward Sapir à l'université Yale. Elle ne parvient cependant pas à faire reconnaitre ses recherches et publications pour valider un doctorat sur travaux, et se retire dans la propriété familiale, au milieu des années 1930. Elle meurt des suites d'une hémorragie cérébrale le 6 novembre 1957, alors qu'elle est hospitalisée à Brisbane.  
Ses recherches sont surtout reconnues et valorisées après sa mort, notamment en ce qui concerne son implication et son respect à l'égard des populations qu'elle a étudiées. Ses publications ont permis de mieux connaître les peuples aborigènes de cette région.
Une partie de sa collection d'artéfacts, des photos qu'elle a prises durant les missions auxquelles elle a participé, et ses archives sont déposées au South Australian Museum.

## Publications

### Ouvrages
- Native arts and industries on the Archer, Kendall and Holroyd Rivers, Cape York Peninsula, North Queensland, The Hassell Press ; 1953
- Myths of the Munkan,  Victoria: Melbourne University Press, 1957.

### Articles
- (1926) Social organization of tribes of Cape York Peninsula Oceania—1939, 1940; v.10, no.1, no.4; [54]- 72, [434]-455
- (May 1928) Wikmunkan people of Gulf of Carpentaria: Series of nine articles telling of experiences on an anthropological expedition up the Archer River, Gulf of Carpentaria
- (1930) The Rainbow-serpent in North Queensland: Report of yero amongst Koka-Yalunyu tribe in Daintree and Bloomfield River region
- (1931) A moon legend from the Bloomfield River, North Queensland: A creation myth with explanatory analysis originally part of initiation ceremony
- (1933) The Symbol in legend: Comparative study of variations from a common type of culture; Examples from Wik-Munkan, Koko- Yulunyu, Koko-Yimidir kinship system and terms
- (1937) Illustration of the myth of Shiveri and Nyunggu: Brief outline of story of two hero cults plus diagram of story places
- (1945) Wikmunkan phonetics: Survey of phonetics from recordings made in 1934 to obtain cultural information. Oceania—1945; v.15, no.4; [353]-375
- (1953) Native arts and industries on the Archer, Kendall, and Holroyd rivers, Cape York Peninsula, North Queensland Records of the South Australian Museum Vol. 11, no.1 (1953)
- (1957) Myths of the Mungkan Melbourne. Melbourne University Press: Explanatory matter relates myths and stories to way of life and psychology of Wik-Munggan in Archer, Holroyd, and Edward river area